# Iridinidae
Famille
Les Iridinidae sont une famille de mollusques bivalves d'eau douce qui sont les seuls, avec les membres de la famille des Mycetopodidae, à présenter des larves de type "lasidium".

## Synonymes
- Mutelidae Gray, 1847
- Pleiodontidae Rochebrune, 1904

Cette famille des Mutelidae est considérée invalide par ITIS qui la remplace par la famille des Iridinidae.

## Liste des genres
Selon NCBI (2 déc. 2020) :
- genre Lortiella
- genre Mutela

Selon BioLib (2 déc. 2020) :
- genre Aspatharia Bourguignat, 1885
- genre Chambardia G. Servain, 1890
- genre Iridina Lamarck, 1819
- genre Mutela Scopoli, 1777